# Очкай, Ласло (капитан)
Ласло Очкай (венг. László Ocskay; 25 мая 1893, Братислава, Транслейтания — 27 марта 1966, Алстер, Нью-Йорк) — офицер венгерской армии, капитан Королевской венгерской армии. Он спас около 2500 евреев в Будапеште в 1944-45 годах, став, таким образом, одним из тех венгров, которые спасли больше всего евреев во время Холокоста.

## Ранние годы
Очкай родился 25 мая 1893 года в Пожоне, Австро-Венгрия, в дворянской семье Очкай. Среди его предков — куруц Ласло Очкай, ключевая фигура войны за независимость Ракоци. Его отцом был Иштван Очкай (1844—1908), представитель парламента комитата Берег, его матерью была Евгения Боген (1852—1939). Его бабушкой и дедушкой по отцовской линии были Рудольф Очкай, лорд-лейтенант комитата Нитра, и Мария Скультете.
Служил в Первую мировую войну артиллеристом и был ранен в бою. В 1919 году в качестве добровольца он присоединился к Национальной армии (позже ставшей Королевской венгерской армией) под командованием Миклоша Хорти. Позже он работал в американской компании Vacuum Oil, которая транспортировала нефть в Германию.

## Вторая мировая война
В 1943 году он снова вызвался служить, возможно, с намерением помочь преследуемым евреям. Он стал командиром еврейского принудительного трудового батальона № 101/359, который официально занимался сбором, починкой и изготовлением предметов одежды для немецкой армии.
Первоначальный батальон численностью 200 человек располагался на улице Сип в центре еврейского квартала, но вскоре его пришлось перевести в еврейскую среднюю школу в Зугло из-за растущей численности. В конечном итоге под защитой Очкая оказалось около 2500 человек, мужчин, женщин и детей. Он пытался обеспечить людей, которых скрывал, едой, лекарствами и даже официальными документами.
Очкай поддерживал прекрасные отношения с немецкими оккупационными силами. Эти связи помогли, когда в один памятный случай в январе 1945 года с помощью войск Ваффен-СС, дислоцированных в Будапеште, ему удалось прогнать членов Венгерской партии «Скрещенные стрелы», которые собирались расстрелять тысячи евреев у Дуная. После этого инцидента здание продолжали охранять Ваффен-СС. Помимо сильных дипломатических навыков и связей Оккая, этому успеху могли способствовать немецкие войска, желающие нарисовать лучшую картину о себе перед лицом неминуемого военного разгрома.

## После Второй мировой войны
Когда немецкие войска были изгнаны из Венгрии, советская оккупационная армия едва не депортировала мужчин батальона, которым в конце концов удалось бежать. Очкай негативно относилося коммунистам, которые начали преследовать его за дворянское происхождение, военное прошлое в армии Хорти и связи с Германией и Америкой. В 1948 году он бежал и эмигрировал в США. Он продолжал жить забытым и бедным, работая там ночным сторожем в Кингстоне, штат Нью-Йорк, до своей смерти 27 марта 1966 года.

## Память

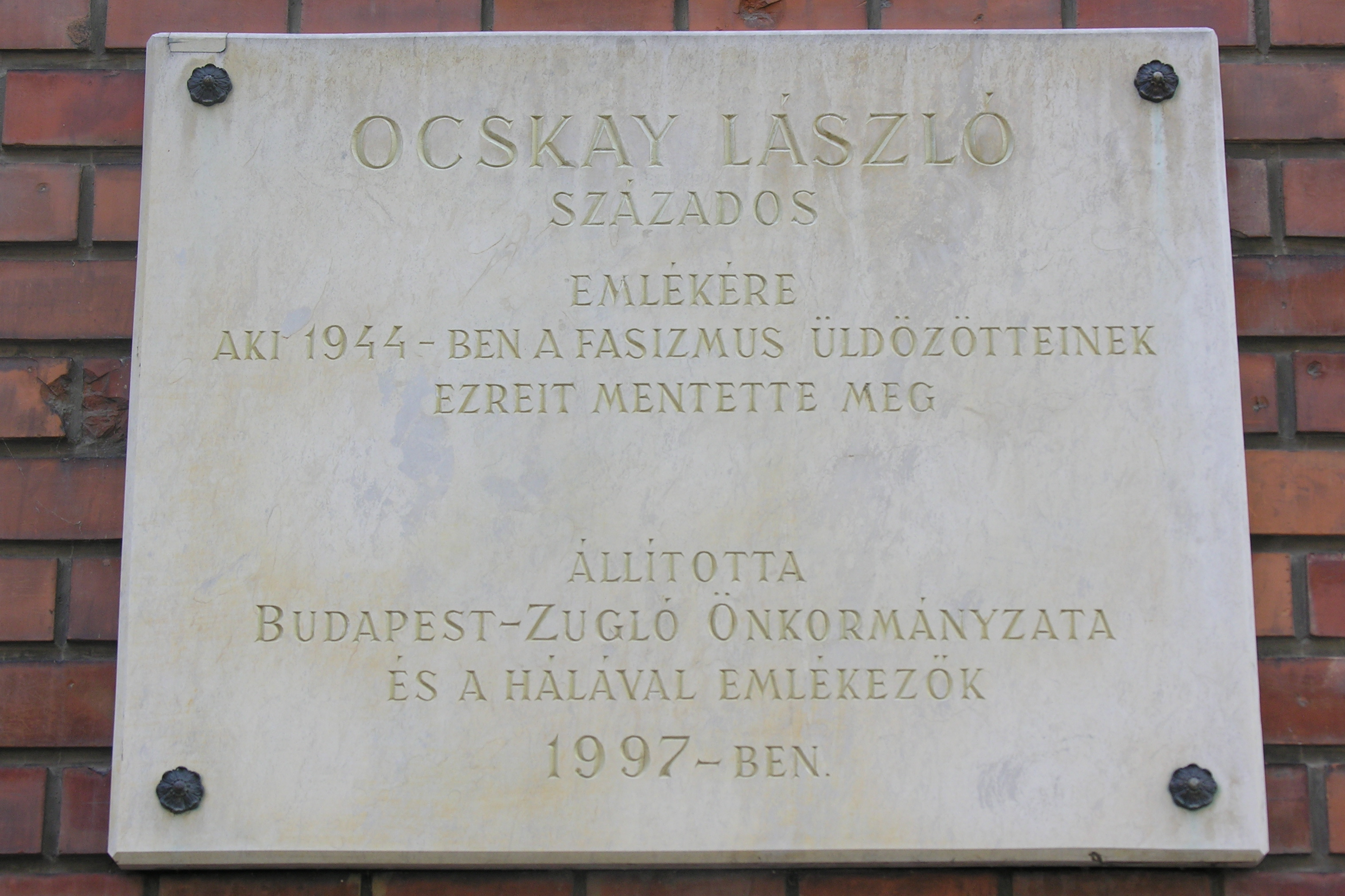
Мемориальная доска на стене школы

Его история, как и многие другие, была забыта в Венгрии на десятилетия. В 1990-е годы спасенные им люди инициировали возведение мемориала в его честь. В конечном итоге он был установлен в октябре 2008 года в городском парке Будапешта, где в июле 2015 года именем Очкая также была названа улица. 23 октября 1996 года президент Венгрии Арпад Гёнц посмертно вручил ему золотую медаль. В 2002 году Яд ва-Шем удостоил его звания «Праведник народов мира». 
В 2007 году был снят 70-минутный документальный фильм о воспоминаниях выживших под названием «Капитан Ласло Очкай, забытый герой». В 2008 году историк Сабольч Сита опубликовал документальную книгу «История Ласло Очкая в контексте спасения евреев во время Холокоста». В октябре 2019 года сообщество средней школы Миклоша Радноти создало интерактивный театральный спектакль «Быть человеком», вспоминая жизнь батальона номер 101/359, используя оригинальное место проведения мероприятий.